# Dominik Raschner
Dominik Raschner (Innsbruck, 23 augustus 1994) is een Oostenrijkse alpineskiër.

## Carrière
Raschner maakte zijn wereldbekerdebuut in december 2015 in Madonna di Campiglio. In december 2019 scoorde hij in Beaver Creek zijn eerste wereldbekerpunten. In november 2020 behaalde de Oostenrijker in Lech/Zürs zijn eerste toptienklassering in een wereldbekerwedstrijd, een jaar later stond Raschner daar voor de eerste maal in zijn carrière op het podium van een wereldbekerwedstrijd. Op de wereldkampioenschappen alpineskiën 2023 in Courchevel veroverde hij de zilveren medaille op de parallelreuzenslalom, in de landenwedstrijd eindigde hij samen met Julia Scheib, Franziska Gritsch en Stefan Brennsteiner op de vierde plaats.

## Resultaten

### Wereldkampioenschappen
| Jaar | Plaats     | Onderdeel | Onderdeel | Onderdeel    | Onderdeel | Onderdeel         | Onderdeel | Onderdeel    | Onderdeel |
| Jaar | Plaats     | Afdaling  | Slalom    | Reuzenslalom | Super G   | Alpine combinatie | Parallel  | Parallelteam |           |
| ---- | ---------- | --------- | --------- | ------------ | --------- | ----------------- | --------- | ------------ | --------- |
| 2023 | Courchevel | –         | –         | –            | –         | –                 | Zilver    | 4e           |           |
| 2025 | Saalbach   | –         | 8e        | –            | –         | Team DNF2         |           | 6e           |           |

### Wereldbeker
Eindklasseringen
| Seizoen   | Algm | SL  | RS  | PAR    |
| --------- | ---- | --- | --- | ------ |
| 2019/2020 | 112e | –   | 43e | 21e    |
| 2020/2021 | 97e  | –   | 45e | 9e     |
| 2021/2022 | 61e  | 38e | 41e | Zilver |
| 2022/2023 | 127e | 44e | –   |        |
| 2023/2024 | 41e  | 16e | 37e |        |
| 2024/2025 | 60e  | 22e | –   |        |